# Лекарственные растения в онкологии
Лекарственные растения в онкологии — растения, содержащие эфирные масла, кислоты, алкалоиды, фитонциды, показывающие эффективность при различных типах раковых заболеваний. В некоторых случаях могут применяться как поддерживающая терапия одновременно с хирургическими, лучевыми и химиотерапевтическими методами лечения опухолевых заболеваний.

## Растения, используемые в онкологии
Приводится список растений, которые в тех или иных условиях показали свою эффективность при различных типах рака in vitro или in vivo.
- Алоэ настоящее (Aloe vera) — подавляет рост и распространение рака желудка, предотвращает развитие рака, стимулирует иммунный ответ, снижает побочные эффекты радио и химиотерапии[1].
- Альпиния галанга (Alpinia galanga) — предотвращает рост и распространение рака кишечника, предотвращает рак простаты и груди[1].
- Барбарис обыкновенный (Berberis vulgaris) — эффективен при раке простаты, печени, лейкемии[1].
- Катарантус розовый (Catharanthus roseus) — показал свою эффективность при раке: легкого, кишечника, прямой кишки, яичка, злокачественной липоме, миеломе, саркоме, лейкемии[1].
- Куркума (Curcuma sp.) — показала эффективность при раке поджелудочной[2][3], кишечника, легкого, головы, кожи, пищевода, мочевого пузыря, простаты, лейкемии, фибросаркомы[1].
- Лакрица (Glycyrrhiza glabra) — подавляет рост и распространение рака простаты. Показала противораковую активность против рака легкого, груди, кишечника, печени, почки и лейкемии[1].
- Лук (Allium sp.) — подавляет Helicobacter pylori, подавляет рак желудка и, возможно, лечит рак лёгкого[1].
- Моринда цитрусолистная (Morinda citrifolia) — показала противораковую активность против рака легкого и саркомы[1].
- Ним (Azadirachta indica) — показало свою эффективность против рака простаты, поджелудочной, груди, кишечника[4].
- Перец острый (Capsicum annuum) — показал свою эффективность при раке  легкого и поджелудочной железы.[5][6]
- Туласи (Ocimum sanctum) — подавляет рост и развитие рака груди.[1].
- Филлантус эмблика (Phyllanthus emblica) — снижает побочные эффекты химиотерапии, защищает от рака печени, подавляет рост рака желудка, груди[1].
- Яблоня домашняя (Malus domestica) — имеет свойство антиоксиданта, имеет противораковые свойства[1]
- Andrographis paniculata — имеет довольно сильную активность против рака груди, почки, желудка[1].
- Баухиния пестрая (Bauhinia variegata) — имеет эффективность при таких заболеваниях как: рак молочной железы, легких, печени, полости рта и гортани, а также злокачественный асцит[1].
- Момордика харанция (Momordica charantia) — показало эффективность при раке груди, кишечника, поджелудочной, простаты, печени, кожи[7].